# Ликодимон
Ликодимон (греч. Λυκόδημον) — гора в Греции высотой 959 метров над уровнем моря. Расположена на юге полуострова Пелопоннес, на территории периферийной единицы Месиния в периферии Пелопоннес. Южный склон горы образует мыс Актирас.
В античной географии известна была как Мафийские горы (Мафия, др.-греч. Μαθία).